# Аполо 10
Аполо 10 (на английски: Apollo 10) е четвъртата пилотирана мисия на НАСА по програма Аполо. Основната цел на експедицията е изпробване на лунния модул на лунна орбита, самостоятелен полет и преминаване на режим за кацане и излитане от орбита, завръщане и скачване с Командно-сервизния модул. Корабът е изведен в орбита от ракета-носител Сатурн V. Това е вторият екипаж достигнал и влязъл в орбита около Луната. С лунния модул Снупи астронавтите Томас Стафорд и Юджийн Сърнън се приближават на 14,3 км от лунната повърхност и, след маневра имитираща излитане, се завръщат и скачват с командния модул Чарли Браун, пилотиран от Джон Йънг.

## Екипаж
| Пост                     | Астронавт                           |
| Командир                 | Томас Стафорд три космически полета |
| Пилот на командния модул | Джон Йънг три космически полета     |
| Пилот на лунния модул    | Юджийн Сърнън два космически полета |

- Броят на полетите за всеки астронавт включва и тази мисия.

## Дублиращ екипаж
| Пост                     | Астронавт                          |
| Командир                 | Гордън Купър два космически полета |
| Пилот на командния модул | Дон Айзъл един космически полет    |
| Пилот на лунния модул    | Едгар Митчъл                       |

- Броя на полетите за всеки астронавт е преди тази мисия.

## Полет
На 18 май 1969 г. НАСА извежда на орбита „Аполо-10“ с трима астронавти: командирът Томас Стафорд, Джон Йънг и Юджийн Сернан. Стартът е в 16 ч. 49 м. 00 с. UTC, стартов комплекс 39 В. Масата на кораба е общо 48 620 кг. Начална орбита е с параметри перигей 185 км и апогей 186 км. След една и половина обиколки на Земята са задействани двигателите на третата степен на ракетата Сатурн V. Аполо се отправя по траектория към луната. Командният модул се завърта и свързва с лунния в 20:06:36 ч. В 20:45:35 се отделя от ракетата-носител. След 3 денонощия корабът се приближава до Луната. С включване на двигателя (на 21 май 1969 в 20:44:54 ч. за 5 м. и 56 с.) се извършва корекция на траекторията, така че той да влезе в орбита с максимално разстояние от Луната 320 км и минимално – 111 км. Една втора корекция превръща орбитата в почти кръгова на разстояние 112 км от повърхността. През нощта на 22/23 май 1969 г. е извършен най-сложният експеримент на този полет. Астронавтите Стафорд и Сърнън преминават в лунния модул и го отделят от командния в 19:00:57 ч. Включват двигателя и започват самостоятелни обиколки около Луната, като се приближават на 14,3 км от повърхността ѝ. По време на тези маневри лунния модул започва силно да се върти около оста си. Пулсовете на двамата астронавти достигат 145 удара в минута, но те успяват да коригират траекторията му. В 23:34:16 ч. отделят степента за приземяване от лунния модул. След редица маневри се скачват отново с Аполо-10 (на 23 май 1969 г. в 03:11:02 ч.) и преминават в него. В 05:13:36 ч. отделят лунния модул. В 10:25:28 ч. на 24 май 1969 г. пускат основния двигател, който работи 2 м. 45 с. Корабът излиза от окололунна орбита (където е престоял общо 61 ч. 35 м.) и полита към Земята. В 16:22:26 ч. на 26 май 1969 г. командният модул се отделя от сервизния, в 16:37:54 ч. навлиза в земната атмосфера. Претоварването на астронавтите е умерено – 6,78 g. В 16 ч. 52 м. 23 с. на 26 май 1969 г. Аполо-10 се приводнява успешно в Тихия океан в района на остров Самоа на 15°02′00″ ю. ш. 164°39′00″ з. д. / 15.033333° ю. ш. 164.65° з. д., само на 2.4 км от разчетната точка. Астронавтите са прибрани на посрещащия ги самолетоносач USS Princeton (CV-37).

## Резултати от мисията
Мисията на Аполо 10 е една от най-сложните, осъществени в цялата програма Аполо. Тя е и много важна, тъй като осъществява почти пълна симулация на кацане на Луната. За първи и единствен път, степента за излитане на лунния модул е отделена по време на полет, а не при старт от лунната повърхност. Значението, което НАСА отдава на полета на Аполо 10 е огромно. Не е случаен фактът, че и двата екипажа (основен и дублиращ) са съставени от изключително опитни астронавти. За първи път лунния модул е изведен и пилотиран на окололунна орбита. По време на този полет е осъществено първото цветно телевизионно предаване от космоса. Също така астронавтите се бръснат за първи път със специални самобръсначки Жилет. Въпреки големия успех на тази мисия, тя остава в сянката на следващите успешни кацания на лунната повърхност и на драматичния полет на Аполо 13.

## Снимки от Аполо 10
- Първа степен (S-IC) в процес на сглобяване
- На борда на Чарли Браун преди изстрелване
- Снупи на път към Луната
- Командно-сервизният модул на орбита около Луната
- Земята на лунен хоризонт
- Луният модул през люка на Чарли Браун
- Капсулата на Аполо 10 в Научния музей в Лондон
- Доставяне на борда на USS Princeton